# Зносицька сільська рада
Зно́сицька сільська́ ра́да — колишній орган місцевого самоврядування в Сарненському районі Рівненської області. Адміністративний центр — село Зносичі.

## Загальні відомості
- Зносицька сільська рада утворена в 1947 році.
- Територія ради: 61,173 км²
- Населення ради: 2 256 осіб (станом на 2001 рік)

## Населені пункти
Сільській раді були підпорядковані населені пункти:
- с. Зносичі

## Склад ради
Рада складалася з 16 депутатів та голови.
- Голова ради: Вакулко Іван Олександрович
- Секретар ради: Оленіч Лариса Іванівна

### Керівний склад попередніх скликань
| Прізвище, ім'я, по батькові | Основні відомості                                                               | Дата обрання | Дата звільнення |
| --------------------------- | ------------------------------------------------------------------------------- | ------------ | --------------- |
| Вакулко Іван Олександрович  | Сільський голова, 1955 року народження, освіта середня спеціальна, безпартійний | 26.03.2006   | 31.10.2010      |
| Вакулко Іван Олександрович  | Сільський голова, 1955 року народження, освіта середня спеціальна, безпартійний | 31.10.2010   |                 |

Примітка: таблиця складена за даними сайту Верховної Ради України